# Вирдис, Пьетро Паоло
Анто́нио Пье́тро Па́оло Ви́рдис (итал. Antonio Pietro Paolo Virdis; 26 июня 1957, Сассари) — итальянский футболист, нападающий.

## Карьера

### Игрока

#### В клубах
Играть в футбол Пьетро Паоло Вирдис начал в молодёжной команде «Ювенилия Сассари». В ней он провёл два года — с 1971 по 1973. В 16 лет его пригласили в клуб серии D «Нуорезе». За один сезон в 25-ти матчах Вирдис забил 11 голов, и после чего был сразу же куплен «Кальяри». В чемпионате Италии Пьетро Паоло дебютировал 6 октября 1974 года во встрече против «Удинезе». В первом году в новой команде он сыграл 19 матчей, ни разу не поразив ворота. В следующем сезоне 1975/76 Вирдис стал игроком основного состава и в 23-х матчах 6 раз забивал гол. «Кальяри» в том сезоне занял последнее место и вылетел в серию B. Там Вирдис сыграл 33 матча и 18 раз забивал мяч. После этого президент «Ювентуса» Джампьеро Бониперти лично просил Пьетро перейти в туринский клуб, однако он не соглашался, хотя остался в «Кальяри» и помог клубу вернуться в элиту. Но по совету матери всё же стал игроком «Юве».
Однако из-за травм и болезней в составе «старой Синьоры» Вирдис заиграть так и не смог. Сезон 1980/81 он вновь провёл в сардинском клубе, а в 1982 его продали в «Удинезе». После двух удачных сезонов Пьетро Паоло пригласил «Милан». За «россонери» он впервые сыграл 22 августа 1984 года, в матче серии A против «Пармы». В составе миланского клуба Вирдис выиграл чемпионат и Суперкубок Италии, а также в сезоне 1988/89 стал обладателем Кубка европейских чемпионов. Последней командой Пьетро был «Лечче». За два сезона в серии A он сыграл 46 матчей и забил 8 голов.

#### В сборных
В 1982 году принял участие в молодёжном чемпионате Европы.
В 1988 выступал на Олимпийских играх в Сеуле. Провёл все шесть матчей своей команды и забил три гола. Сборная Италии в итоге заняла четвёртое место, уступив во встрече за 3-е место команде ФРГ.

### Тренера
После завершения карьеры, благодаря знакомству с Карло Маццоне, в 1991 году поступил на тренерские курсы в Коверчано. После этого поработал помощником у Арриго Сакки. Тренировал клубы низших итальянских лиг: «Атлетико Катанию», «Витербезе» и «Ночерину».

## Личная жизнь
В настоящее время живёт в Милане, владеет небольшим магазином «Вкус Вирдиса» по продаже еды и вин.
Родители Вирдиса родом из Кальяри. В период карьеры за «Ювентус» он женился на девушке по имени Клаудия, у них двое детей — Маттео и Бенедетта.

## Достижения

### Командные
«Ювентус»
- Чемпион Италии (2): 1977/78, 1981/82
- Обладатель Кубка Италии: 1978/79

 «Милан»
- Чемпион Италии: 1987/88
- Обладатель Суперкубка Италии: 1988
- Обладатель Кубка чемпионов: 1988/89

### Личные
- Лучший бомбардир чемпионата Италии: 1986/87